# Lorna Tolentino
Victoria Lorna Aluquín y Pérez, vd.ª de Fernández (Concepción, Tarlac; 23 de diciembre de 1961), más conocida como Lorna Tolentino (a veces conocida como LT, una abreviatura de su nombre de pantalla), es una actriz y cantante ocasional filipina, quien fue esposa del productor ejecutivo y viuda del actor Rudy Fernández. En conjunto, ella tuvo dos hijos llamados Ralph y Renz.
Más adelante se trasladó a Manila. Su padre es de Liliw Laguna. También es la madrastra del actor Mark Anthony Fernández.
Comenzó su carrera como actriz infantil. También interpretó a la joven Susan Roces in Divina Gracia  y tiene un total de al menos 60 películas. Ella ha ganado ocho premios de cine y obtuvo 20 nominaciones (en su mayoría como la mejor actriz en las FAMAS).

## Filmografía

### Shows de televisión
| Año       | Título                             | Personaje                                                                     | Canal       |
| 2019      | Ang Probinsyano                    | Lily Ann Hidalgo                                                              | ABS-CBN     |
| 2010      | Elena M. Patron's Momay            | Shirley Benavidez                                                             | ABS-CBN     |
| 2009      | Dahil May Isang Ikaw               | Attorney Tessa Ramirez                                                        | ABS-CBN     |
| 2009      | May Bukas Pa                       | Miriam                                                                        | ABS-CBN     |
| 2009      | Maalaala Mo Kaya:Chess             |                                                                               | ABS-CBN     |
| 2008      | Zaido: Pulis Pangkalawakan         | Helen Lorenzo/Shanara                                                         | GMA Network |
| 2007      | StarStruck: The Next Level         | Council                                                                       | GMA Network |
| 2007      | Now and Forever: Linlang           | Lorena Castrillo                                                              | GMA Network |
| 2006      | O, Mare Ko!                        | Victoria/Vicky                                                                | GMA Network |
| 2006      | Sugo                               | Amelia                                                                        | GMA Network |
| 2005      | Mars Ravelo's Darna                | Adran                                                                         | GMA Network |
| 2004      | Hanggang Kailan                    | Valerie                                                                       | GMA Network |
| 2004      | 30 Days                            | Host                                                                          | GMA Network |
| 2004 2008 | Startalk                           | Host                                                                          | GMA Network |
| 2003      | All About You and Me               | Host                                                                          | GMA Network |
| 2002      | Kay Tagal Kang Hinintay (2002)     | Lorrea Guinto / Lea Mijares / Lorrida Guinto / Ingrid Medrano / Red Butterfly | ABS-CBN     |
| 2002      | Star Drama Theatre Presents: Lorna | Various                                                                       | ABS-CBN     |
| 2000      | Liwanag Ng Hatinggabi              | Amanda                                                                        | GMA Network |
| 1999      | 143                                | Yugie (One Month Guest)                                                       | GMA Network |
| 1997      | NegoSyete                          | Co-host                                                                       | GMA Network |
| 1994      | Ready, Get Set, Go!                | Host                                                                          | ABS-CBN     |
| 1977      | Darna (1977)                       | Darna                                                                         | RPN-9       |

### Películas
- Sa 'yo Lamang (First Film with Bea Alonzo)
- Katas ng Saudi
- Mano Po 5: Gua Ai Di (I Love You)
- Lovestruck
- Mano Po 2: My Home
- Utang ng Ama
- Magnifico
- Abakada Ina
- Sugatang Puso
- Ping Lacson, Supercop
- Yakapin Mo Ang Umaga
- Luksong Tinik
- Pusong Mamon
- Bayarang Puso
- Hanggang Kailan Kita Mamahalin
- May Nagmamahal Sa Iyo
- Patayin Sa Sindak Si Barbara
- Kristo
- Kinkyu Yobidashi - Emajenshi Koru
- Sigaw Ng Puso
- Sa Ngalan Ng Pag-ibig
- The Elsa Santos Castillo Story: Chop Chop Lady
- Gaano Kita Kamahal
- Narito Ang Puso Ko
- Kung Ako'y Iiwan Mo
- Kislap Sa Dilim
- Ayaw Matulog ng Gabi
- Higit Na Matimbang Ang Dugo
- Kailan Mahuhusgahan Ang Kasalanan
- Natutulog Pa Ang Diyos
- Nagbabagang Luha
- Maging Akin Ka Lamang
- Pinulot Ka Lang Sa Lupa
- Nakagapos Na Puso
- Ina, Kasusuklaman Ba Kita?
- Muling Buksan Ang Puso
- Hindi Nahati Ang Langit
- Hello Lover, Goodbye Friend
- Somewhere
- Vendetta
- Sana, Bukas Pa Ang Kahapon
- Init Sa Magdamag
- Kumander Elpidio Paclibar
- Moral
- Dormitoryo
- Sinasamba Kita
- Uod at Rosas
- Caught In the Act
- Wild
- Diosa
- Cover Girls
- Tropang Bulilit
- Mamang Sorbetero
- Apat Na Maria (1979)
- Waikiki: Sa Lupa ng Ating Mga Pangarap
- Sa Init ng Apoy
- Disco Madhouse
- City After Dark
- Mga Huwad na Mananayaw
- Dugo Ang Ihuhugas Sa Kasalanan
- Midnight Snow
- Katawang Alabok
- Paano Ang Gabi Kung Wala Ka
- Aliw
- Esmeralda At Ruby
- Stepsisters
- Sapagkat Kami'y Tao Lamang: Part 2
- Dulce Amor, Ina
- Pag-ibig Mo, Buhay Mo
- Divina Gracia
- Mga Anghel na Walang Langit
- Huwag Mo Kaming Isumpa
- Uhaw Sa Kalayaan

### Como productor o productor ejecutivo
- Hula Mo, Ko Huli
- Itataya Ko Ko Ang Buhay
- Sa Pa Matimbang Dugo
- Kahit Ko Buhay
- Kamay Kain ni
- Kislap Dilim Sa
- Kaaway ng Batas

## Premios y nominaciones

### Premios
- Grandslam Mejor Actriz por Ang Narito Puso Ko (1993)
- Mejor Actriz por FAMAS Katas ng Arabia (2008)
- Mejor Actriz por FAMAS Abakada Ina (2002)
- FAMAS Mejor Actriz por Ang Narito Puso Ko (1993)
- FAMAS mejor actriz infantil de Lumuha Pati MGA Anghel (1971)
- Mejor Actriz por FAP Abakada Ina (2002)
- FAP Mejor Actriz por Ang Narito Puso Ko (1993)
- Mejor Actriz por FAP Maging Lamang Ka omar (1988)
- ENPRESS de Oro el premio Screen Mejor Actriz Comedia de Katas ng Arabia (2008)

Mejor actriz * Premio Estrella de Maging Lamang Ka Fatih Akin (1988)
- Gawad Urian Mejor Actriz por Ang Narito Puso Ko (1993)

Mejor actriz * Premio Estrella - para Ang Narito Puso Ko (1993)
- Mejor Actriz por MFP Luksong Tinik (2000)
- Para que la televisión Star Award Mejor actriz (drama) por Hanggang kailan (2003)
- Para que la televisión Star Award Mejor actriz (drama) por Hinintay Kay Kang Tagal en (2004)
- Para que la televisión Star Award Mejor Actriz (rendimiento individual) para Magpakailanman (2005)
- Hombre Estrella de la Noche - seis veces ganador
- Miss RP Películas - cinco veces ganador

### Nominaciones
- FAMAS
  - Mejor Actriz (10 nominaciones)
  - Mejor Actriz de Reparto (1 nominación)
  - Mejor Actriz Infantil (1 nominación)
- Premios Gawad Urian
  - Mejor Actriz (8 nominaciones)
- FAP
  - Mejor Actriz (8 nominaciones)
- Premio de la Estrella
  - Mejor Actriz (12 nominaciones)